# Лозовая (Богодуховский район)
Лозовая (укр. Лозова) — село,
Забродовский сельский совет,
Богодуховский район,
Харьковская область, Украина.
Код КОАТУУ — 6320882503. Население по переписи 2001 г. составляет 394 (188/206 м/ж) человека.

## Географическое положение
Село Лозовая находится на обоих берегах реки Крысинка в месте её впадения в реку Мерла.
К селу примыкают сёла Мусийки и Новоселовка.
На противоположножном берегу реки Мерла находится г. Богодухов.
В 6-и км расположена железнодорожная станция Семенов Яр.
Рядом проходит автомобильная дорога Р-46.

## История
- 1732 — дата первого упоминания села[1].